# Friedrich Niemann (Pfarrer)
Johann Friedrich Niemann (* 15. Juli 1869 in Münster; † 13. Oktober 1945 in Osnabrück) war ein deutscher evangelischer Pfarrer, Superintendent des Kirchenkreises Herford und Mitglied der Bekennenden Kirche. Er war langjähriges Vorstandsmitglied im Syrischen Waisenhaus.

## Leben

### Studium und Beruf

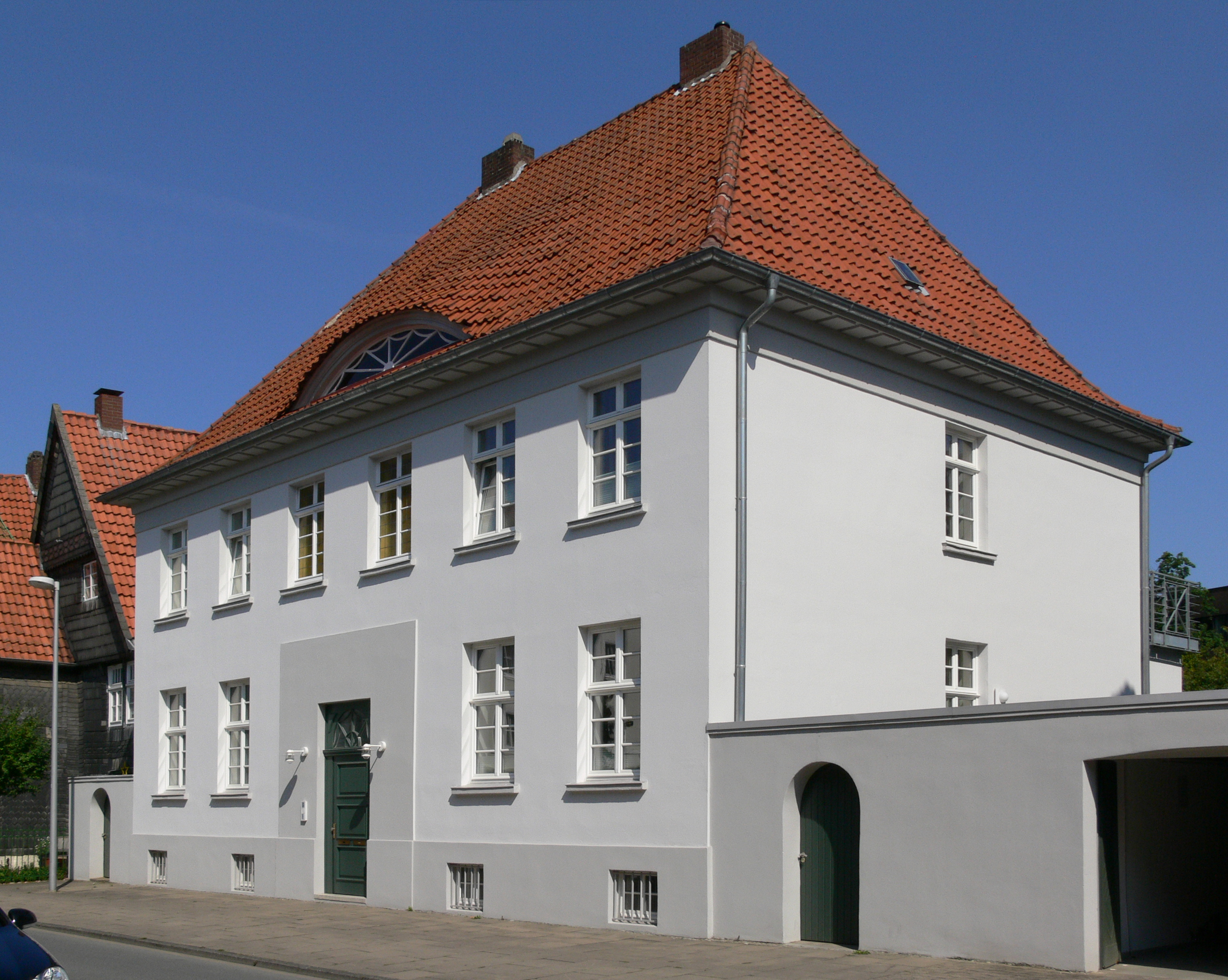
Pfarrhaus in Herford, Löhrstraße 9

Friedrich Niemann studierte ab 1889 in Halle und ab 1890 in Göttingen evangelische Theologie. Während seines Studiums wurde er Mitglied des Hallenser und des Göttinger Wingolf. Nach Ablegung der theologischen Examina vor dem Konsistorium in Münster war er ab 1896 zuerst Hilfsprediger und nach der Ordination und Einführung am 31. Juli Pastor am Herforder Münster. Ab 1900 war er Pfarrer in St. Jakobi. 1930 wurde Niemann zusätzlich Superintendent im Kirchenkreis Herford. Dieses Amt bekleidete er bis 1940; als Pfarrer trat er 1941 in den Ruhestand. Er wohnte und arbeitete im Pfarrhaus in der Löhrstraße 9. Neben seiner Pfarrtätigkeit veröffentlichte er 1914 eine Biografie über den Pastor Gottreich Ehrenhold Hartog.

### Syrisches Waisenhaus
Niemann gehörte ab 1921 dem Vorstand des Syrischen Waisenhauses an und war eine einflussreiche Persönlichkeit in dem Verein. Niemann versuchte sogar seinen Neffen Hans Niemann (1902–1935) als Geschäftsleiter zu installieren. Hans Niemann starb jedoch im selben Jahr wie Johann Ludwig Schneller, sodass er dessen Arbeit nicht fortführen konnte.

### Widerstand gegen den Nationalsozialismus
Niemann war eine führende Persönlichkeit der Bekennenden Kirche und des Kirchenkampfes im Kirchenkreis Herford. Trotzdem beteiligte er sich noch an einer öffentlichen Propagandazeremonie: Der Führer der SA-Standarte 174, Hermann Pantföder, der Mitte März 1933 in die Herforder Stadtverordnetenversammlung gewählt worden war, starb am 31. März 1933 spät in der Nacht auf der Rückfahrt von Bielefeld nach Herford bei einem Autounfall. Er wurde zum regionalen Helden der NS-Bewegung stilisiert und Niemann hielt dessen Trauerrede. SA-Männer hielten am Sarg des im Herforder Rathaus aufgebahrten SA-Standartenführers Totenwache. An der Trauerfeier nahm auch Viktor Lutze teil. Nach der Trauerfeier kam der Sarg auf einem mit Hakenkreuzfahnen dekorierten Leichenwagen zum Krematorium in Bielefeld. Viele Menschen standen an den Straßen, SA bildete Spalier. An der Stadtgrenze wurden drei Ehrensalven abgegeben.
Ein Jahr nach der Machtergreifung, am 30. Januar 1934, hielt Superintendent Niemann einen Festgottesdienst in der vollbesetzten Münsterkirche. In seiner Predigt stellte er als wichtig heraus, dass die Deutschen „wieder ein gottesfürchtiges Christenvolk“ würden. Er relativierte Hitler und stellte ihn nicht als von Gott gesandten „Führer“ dar, wie andere evangelische Geistliche es taten. Mit dem Beginn des Kirchenkampfes wurden diese Dankgottesdienste eingestellt. Die NSDAP-Ortsgruppen richteten nun in nationalsozialistischer Manier die Feiern aus. Niemann wurde als Querulant und Fanatiker denunziert und unter Bewachung gestellt. Der mit ihm verbündete Pastor Max Lackmann wurde verhaftet. In einem Lagebericht zur Evangelischen Kirche vom 25. September 1935 heißt es: 

„Einer der größten Fanatiker in der Bekenntnisfront ist der Superintendent Friedrich Niemann aus Herford. Über ihn hat die Staatspolizeistelle Bielefeld die Postkontrolle verhängt.“

Anfang 1936 war er im Zusammenhang der Befriedungsversuche im Kirchenkampf als Vorsitzender des Provinzialkirchenausschusses der Kirchenprovinz Westfalen vorgesehen, was aber am Widerstand der Deutschen Christen scheiterte. Niemann zog daraufhin und als Ergebnis der Bekenntnissynode in Bad Oeynhausen seine Zusage zur Mitarbeit zurück.
Niemann übergab 1940 das Amt des Superintendenten an Hermann Kunst, der ebenfalls Mitglied der Bekennenden Kirche war und zunächst nur kommissarisch amtieren konnte. Bei der offiziellen Amtsübergabe am 8. Februar 1942 predigte Niemann über den Vers Apostelgeschichte 20,30 : „Auch aus euch selbst werden aufstehen Männer, die da verkehrte Lehren reden, die Jünger an sich zu ziehen.“ (Luther 1912) Der Kirchenkreis Herford blieb auch dank Niemann bis zum Kriegsende ein Ort des Widerstandes gegen die Nationalsozialisten. Niemann zog nach Osnabrück, wo er 1945 starb.
Niemann war ab 1901 mit der Pfarrerstochter Helene Smend (1876–1969) verheiratet. Sein gleichnamiger Sohn (1902–1977) wurde ebenfalls Pfarrer und Superintendent im Kirchenkreis Hagen, war aber ein Anhänger der NS-nahen Deutschen Christen und wurde deshalb 1946 aus dem kirchlichen Dienst entlassen.

## Schriften
- Pastor Gottreich Ehrenhold Hartog, ein Zeuge des Evangeliums in dürrer Zeit. Herford 1914